# Isaac Koné
Isaac Koné (Parijs, 3 januari 1991) is een Ivoriaans voetballer die doorgaans als defensieve middenvelder speelt. Hij tekende in 2017 bij Cercle Brugge.

## Clubcarrière
Koné debuteerde in 2011 in het eerste elftal van AS Monaco, de club waar hij vijf jaar in de jeugdopleiding speelde. In 2012 verliet hij de club voor Étoile FC Fréjus. Na drie seizoenen trok de Ivoriaan naar White Star Brussel. In november 2016 werd hij als transfervrije speler opgepikt door Antwerp. In augustus 2017 tekende Koné bij Cercle Brugge. In zijn eerste seizoen speelde hij 23 competitiewedstrijden, waarmee hij een aandeel had in de promotie van de club naar de Jupiler Pro League.